# Max Richard (Politiker)
Max Richard (* 30. April 1818 in Paris; † 8. Dezember 1901 in Angers) war ein französischer Unternehmer und Politiker.
Richard gründete in Angers die erste mechanische Hanfspinnerei und wurde 1867 für seine Produkte auf der Weltausstellung in Paris ausgezeichnet. 1871 wurde er als Vertreter des Départements Maine-et-Loire in die Nationalversammlung (Mitte-links) gewählt.